# Розалін Феербенк
Розалін Феербенк (англ. Rosalyn Doris Fairbank-Nideffer, нар. 2 листопада 1960) — колишня професійна південноафриканська тенісистка. 
Дворазова чемпіонка Роллан Гаросу в парному розряді.
Найвищу одиночну позицію світового рейтингу — 15 місце досягнула 16 квітня 1990, парну — 12 місце — 21 грудня 1986 року.

## Фінали турнірів Великого шолома

### Парний розряд: 3 (2 титули, 1 поразка)
| Результат | Рік  | Турнір                                | Покриття | Партнер        | Опоненти                        | Рахунок       |
| --------- | ---- | ------------------------------------- | -------- | -------------- | ------------------------------- | ------------- |
| Перемога  | 1981 | Відкритий чемпіонат Франції з тенісу  | Ґрунт    | Таня Гартфорд  | Кенді Рейнолдс Пола Сміт        | 6–1, 6–3      |
| Перемога  | 1983 | French Open (2)                       | Ґрунт    | Кенді Рейнолдс | Кеті Джордан Енн Сміт           | 5–7, 7–5, 6–2 |
| Поразка   | 1983 | Відкритий чемпіонат США з тенісу 1983 | Тверде   | Кенді Рейнолдс | Мартіна Навратілова Пем Шрайвер | 6–7, 6–1, 6–3 |

### Мікст: 1 (1 поразка)
| Результат | Рік  | Турнір                               | Покриття | Партнер        | Опоненти              | Рахунок       |
| --------- | ---- | ------------------------------------ | -------- | -------------- | --------------------- | ------------- |
| Поразка   | 1986 | Відкритий чемпіонат Франції з тенісу | Ґрунт    | Марк Едмондсон | Кен Флек Кеті Джордан | 3–6, 7–6, 6–3 |

## Фінали турнірів WTA

### Парний розряд: 43 (19 титулів, 24 поразки)
| Результат | W/L   | Дата     | Турнір                                   | Покриття   | Партнер         | Опоненти                                    | Рахунок            |
| --------- | ----- | -------- | ---------------------------------------- | ---------- | --------------- | ------------------------------------------- | ------------------ |
| Перемога  | 1–0   | Тра 1981 | Toyota Swiss Open 1981, Швейцарія        | Ґрунт      | Таня Гартфорд   | Кенді Рейнолдс Пола Сміт                    | 2–6, 6–1, 6–4      |
| Перемога  | 2–0   | Тра 1981 | Берлін, West Німеччина                   | Ґрунт      | Таня Гартфорд   | Сью Баркер Рената Томанова                  | 6–3, 6–4           |
| Перемога  | 3–0   | Чер 1981 | French Open                              | Ґрунт      | Таня Гартфорд   | Кенді Рейнолдс Пола Сміт                    | 6–1, 6–3           |
| Поразка   | 3–1   | Лют 1983 | Indianapolis, U.S.                       | Тверде (i) | Кенді Рейнолдс  | Лі Антонопліс Кеті Джордан                  | 7–5, 4–6, 5–7      |
| Перемога  | 4–1   | Бер 1983 | Nashville, U.S.                          | Тверде     | Кенді Рейнолдс  | Алісія Молтон Пола Сміт                     | 6–4, 7–6           |
| Перемога  | 5–1   | Кві 1983 | Amelia Island, U.S.                      | Ґрунт      | Кенді Рейнолдс  | Гана Мандлікова Вірджинія Рузіч             | 6–4, 6–2           |
| Перемога  | 6–1   | Чер 1983 | French Open                              | Ґрунт      | Кенді Рейнолдс  | Кеті Джордан Енн Сміт                       | 5–7, 7–5, 6–2      |
| Поразка   | 6–2   | Сер 1983 | Canadian Open                            | Тверде     | Кенді Рейнолдс  | Енн Гоббс Андреа Єйгер                      | 4–6, 7–5, 5–7      |
| Поразка   | 6–3   | Сер 1983 | Mahwah, U.S.                             | Тверде     | Кенді Рейнолдс  | Джо Дьюрі Шерон Волш                        | 6–4, 5–7, 3–6      |
| Поразка   | 6–4   | Вер 1983 | Відкритий чемпіонат США з тенісу         | Тверде     | Кенді Рейнолдс  | Мартіна Навратілова Пем Шрайвер             | 7–6, 1–6, 3–6      |
| Перемога  | 7–4   | Вер 1983 | Richmond, U.S.                           | Килим (i)  | Кенді Рейнолдс  | Кеті Джордан Барбара Поттер                 | 6–7, 6–2, 6–1      |
| Перемога  | 8–4   | Лис 1983 | Ginny Championships 1983, US             | Килим (i)  | Кенді Рейнолдс  | Лі Антонопліс Кеті Джордан                  | 5–7, 7–5, 6–3      |
| Поразка   | 8–5   | Бер 1984 | Palm Beach, U.S.                         | Ґрунт      | Кенді Рейнолдс  | Бетсі Нагелсен Енн Вайт                     | 2–6, 2–6, 2–6      |
| Перемога  | 9–5   | Тра 1984 | Йоганесбурґ, ПАР                         | Ґрунт      | Беверлі Моулд   | Сенді Коллінз Андреа Леанд                  | 7–5, 7–5           |
| Поразка   | 9–6   | Лют 1985 | Oakland, US                              | Килим (i)  | Кенді Рейнолдс  | Гана Мандлікова Венді Тернбулл              | 6–4, 5–7, 1–6      |
| Перемога  | 10–6  | Кві 1985 | Гілтон-Гед, US                           | Ґрунт      | Пем Шрайвер     | Світлана Пархоменко Лариса Савченко-Нейланд | 6–4, 6–1           |
| Перемога  | 11–6  | Кві 1985 | Amelia Island, US                        | Ґрунт      | Гана Мандлікова | Карлінг Бассетт-Сегусо Кріс Еверт           | 6–1, 2–6, 6–2      |
| Поразка   | 11–7  | Кві 1985 | Сан-Дієго, US                            | Тверде     | С'юзен Лео      | Кенді Рейнолдс Венді Тернбулл               | 4–6, 0–6           |
| Поразка   | 11–8  | Вер 1985 | Virginia Slims of Utah 1985, US          | Килим      | Беверлі Моулд   | Світлана Пархоменко Лариса Савченко-Нейланд | 5–7, 2–6           |
| Поразка   | 11–9  | Жов 1985 | Lynda Carter Maybelline Classic 1985, US | Тверде     | Беверлі Моулд   | Джиджі Фернандес Робін Вайт                 | 2–6, 5–7           |
| Поразка   | 11–10 | Лис 1985 | Sydney, Австралія                        | Трава      | Кенді Рейнолдс  | Гана Мандлікова Венді Тернбулл              | 6–3, 6–7, 4–6      |
| Перемога  | 12–10 | Чер 1986 | Birmingham, England                      | Трава      | Еліз Берджін    | Liz Smylie Венді Тернбулл                   | 6–2, 6–4           |
| Поразка   | 12–11 | Сер 1986 | Сан-Дієго, US                            | Тверде     | Еліз Берджін    | Бет Герр Алісія Молтон                      | 7–5, 2–6, 4–6      |
| Перемога  | 13–11 | Вер 1986 | Тампа, US                                | Тверде     | Еліз Берджін    | Джиджі Фернандес Кім Сендс                  | 7–5, 6–2           |
| Поразка   | 13–12 | Тра 1987 | Tampa, U.S.                              | Ґрунт      | Еліз Берджін    | Кріс Еверт Венді Тернбулл                   | 4–6, 3–6           |
| Поразка   | 13–13 | Чер 1987 | Істборн, UK                              | Трава      | Елізабет Смайлі | Світлана Пархоменко Лариса Савченко-Нейланд | 6–7(6–8), 6–4, 5–7 |
| Перемога  | 14–13 | Лис 1987 | Вустер, US                               | Килим      | Еліз Берджін    | Беттіна Бюнге Ева Пфафф                     | 6–4, 6–4           |
| Поразка   | 14–14 | Лют 1988 | Connecticut Open, US                     | Тверде     | Гретхен Раш     | Лорі Макніл Гелена Сукова                   | 3–6, 7–6(7–5), 2–6 |
| Перемога  | 15–14 | Лип 1988 | Newport, US                              | Трава      | Барбара Поттер  | Джиджі Фернандес Лорі Макніл                | 6–4, 6–3           |
| Перемога  | 16–14 | Вер 1988 | Фінікс, US                               | Тверде     | Еліз Берджін    | Бет Герр Террі Фелпс                        | 6–7, 7–6, 7–6      |
| Поразка   | 16–15 | Жов 1988 | Nashville, US                            | Тверде     | Еліз Берджін    | Дженні Бірн Джанін Тремеллінг               | 5–7, 7–6, 4–6      |
| Поразка   | 16–16 | Бер 1989 | Індіан-Веллс, US                         | Тверде     | Гретхен Раш     | Гана Мандлікова Пем Шрайвер                 | 3–6, 7–6, 3–6      |
| Поразка   | 16–17 | Кві 1989 | Tampa, U.S.                              | Ґрунт      | Еліз Берджін    | Бренда Шульц-Маккарті Андреа Темешварі      | 6–7, 4–6           |
| Перемога  | 17–17 | Сер 1989 | San Diego, U.S.                          | Тверде     | Еліз Берджін    | Гретхен Раш Робін Вайт                      | 4–6, 6–3, 6–3      |
| Поразка   | 17–18 | Вер 1989 | Phoenix, U.S.                            | Тверде     | Еліз Берджін    | Пенні Барг Пінат Луї Гарпер                 | 6–7, 6–7           |
| Поразка   | 17–19 | Вер 1989 | Dallas, US                               | Килим (i)  | Еліз Берджін    | Мері Джо Фернандес Бетсі Нагелсен           | 6–7, 3–6           |
| Поразка   | 17–20 | Лис 1989 | Worcester, U.S.                          | Килим (i)  | Еліз Берджін    | Мартіна Навратілова Пем Шрайвер             | 4–6, 6–4, 4–6      |
| Поразка   | 17–21 | Сер 1990 | San Diego, U.S.                          | Тверде     | Еліз Берджін    | Патті Фендік Зіна Гаррісон                  | 4–6, 6–7           |
| Поразка   | 17–22 | Лис 1990 | Окленд, US                               | Килим (i)  | Робін Вайт      | Мередіт Макґрат Енн Сміт                    | 6–2, 0–6, 4–6      |
| Перемога  | 18–22 | Лип 1991 | Westchester Cup 1991, US                 | Тверде     | Ліз Грегорі     | Катріна Адамс Лорі Макніл                   | 7–5, 6–4           |
| Перемога  | 19–22 | Січ 1992 | Окленд                                   | Тверде     | Раффаелла Реджі | Джилл Гетерінгтон Кеті Ріналді              | 1–6, 6–1, 7–5      |
| Поразка   | 19–23 | Лис 1992 | Окленд, US                               | Килим      | Гретхен Раш     | Джиджі Фернандес Наташа Звєрєва             | 6–3, 2–6, 4–6      |
| Поразка   | 19–24 | Чер 1996 | Істборн, UK                              | Трава      | Пем Шрайвер     | Яна Новотна Аранча Санчес Вікаріо           | 6–4, 5–7, 4–6      |